# Halálozások 1988-ban
Ez a szócikk az 1988-as évben elhunyt nevezetes személyeket sorolja fel.

## Ismeretlen hónap
| Dátum          | Név                   | Foglalkozás / tisztség  | Kor | Forrás |
| -------------- | --------------------- | ----------------------- | --- | ------ |
| ismeretlen nap | Joaquim Lloret i Homs | katalán építész         | 098 |        |
| ismeretlen nap | Stanley Skewes        | dél-afrikai matematikus | 089 | –      |

## December
| Dátum        | Név                  | Foglalkozás / tisztség                   | Kor | Forrás          |
| ------------ | -------------------- | ---------------------------------------- | --- | --------------- |
| december 31. | Christopher Andrewes | brit virológus                           | 092 | [ halott link ] |
| december 26. | Herluf Bidstrup      | dán illusztrátor, karikaturista          | 075 |                 |
| december 26. | Pablo Sorozábal      | baszk-spanyol karmester, zeneszerző      | 091 |                 |
| december 26. | Otto Zdansky         | osztrák paleontológus, paleoantropológus | 094 |                 |
| december 24. | Denis Matthews       | angol zongoraművész és muzikológus       | 069 | [ 2 ]           |
| december 22. | Boldizsár Iván       | író, újságíró                            | 076 |                 |
| december 21. | Bob Steele           | amerikai színész                         | 081 |                 |
| december 20. | Lengyel Béla         | tábornok                                 | 091 |                 |
| december 17. | Jerry Hopper         | amerikai filmrendező                     | 081 |                 |
| december 15. | Leonid Andrussow     | német vegyészmérnök                      | 092 | [ 3 ]           |
| december 15. | Tito Livio Ferreira  | brazil történész                         | 094 | –               |
| december 14. | Evald Schorm         | cseh színházi- és filmrendező, színész   | 056 |                 |
| december 13. | Evelyn Booth         | ír botanikus                             | 091 |                 |
| december 12. | Rudolf Schündler     | német színész                            | 082 |                 |
| december 8.  | Anne Seymour         | amerikai színésznő                       | 079 |                 |
| december 7.  | Christopher Connelly | amerikai színész                         | 047 |                 |
| december 5.  | Gerd Antz            | német festő, grafikus                    | 087 | [ 4 ]           |

## November
| Dátum        | Név                               | Foglalkozás / tisztség                                                                 | Kor | Forrás                                                      |
| ------------ | --------------------------------- | -------------------------------------------------------------------------------------- | --- | ----------------------------------------------------------- |
| november 30. | Aleksandar Deroko                 | szerb építész                                                                          | 094 |                                                             |
| november 30. | Charlie Rouse                     | amerikai dzsesszzenész, szaxofonos                                                     | 064 |                                                             |
| november 29. | Mabel Strickland                  | máltai újságíró, politikus, Gerald Strickland máltai miniszterelnök lánya              | 089 |                                                             |
| november 27. | Angela Aames                      | amerikai színésznő                                                                     | 032 |                                                             |
| november 27. | Carmen Carbonell i Nonell         | spanyol-katalán színésznő                                                              | 088 |                                                             |
| november 27. | Johannes Hendrikus Donner         | holland író és sakknagymester                                                          | 061 |                                                             |
| november 26. | Antonio Estévez                   | venezuelai zenész, zeneszerző, karmester                                               | 072 |                                                             |
| november 25. | Dmitrij Jevgenyjevics Menysov     | orosz matematikus                                                                      | 096 |                                                             |
| november 24. | Irmgard Seefried                  | német operaénekesnő                                                                    | 069 |                                                             |
| november 22. | Raymond Dart                      | ausztrál antropológus                                                                  | 095 |                                                             |
| november 19. | Louis Dumont                      | francia antropológus                                                                   | 087 |                                                             |
| november 17. | Drescher Magdolna                 | magyar-szlovák festő, restaurátor                                                      | 069 | Archiválva 2022. október 4-i dátummal a Wayback Machine-ben |
| november 15. | Mona Washbourne                   | angol színésznő                                                                        | 084 |                                                             |
| november 14. | Åke Gustafsson                    | svéd botanikus és genetikus                                                            | 080 |                                                             |
| november 13. | Fayad Jamis                       | kubai költő, festő, újságíró, műfordító                                                | 058 | [ 5 ]                                                       |
| november 13. | Jaromír Vejvoda                   | cseh zeneszerző                                                                        | 086 |                                                             |
| november 9.  | John N. Mitchell                  | az Amerikai Egyesült Államok igazságügy-minisztere, a Watergate-ügy egyik főszereplője | 075 |                                                             |
| november 9.  | Mario Nasalli Rocca di Corneliano | olasz bíboros                                                                          | 085 |                                                             |
| november 7.  | Theodor V. Ionescu                | román fizikus                                                                          | 089 | [ 6 ]                                                       |
| november 2.  | Hökümə Qurbanova                  | azerbajdzsáni színésznő                                                                | 075 |                                                             |
| november 1.  | George Folsey                     | amerikai operatőr                                                                      | 090 |                                                             |

## Október
| Dátum       | Név                               | Foglalkozás / tisztség                                         | Kor | Forrás                                                          |
| ----------- | --------------------------------- | -------------------------------------------------------------- | --- | --------------------------------------------------------------- |
| október 31. | Theodor Schneider                 | német matematikus                                              | 077 |                                                                 |
| október 31. | George Uhlenbeck                  | holland-amerikai atomfizikus                                   | 087 |                                                                 |
| október 31. | John Houseman                     | romániai születésű angol-amerikai színész, rendező és producer | 086 |                                                                 |
| október 30. | Ernst Fritz Fürbringer            | német színész                                                  | 088 | Archiválva 2015. szeptember 25-i dátummal a Wayback Machine-ben |
| október 27. | Erika von Thellmann               | osztrák származású német színésznő                             | 086 |                                                                 |
| október 25. | Milton Rokeach                    | amerikai szociálpszichológus                                   | 069 |                                                                 |
| október 20. | Mogens Wöldike                    | dán karmester és orgonista                                     | 091 |                                                                 |
| október 19. | Edgar Lederer                     | osztrák származású francia biokémikus                          | 080 |                                                                 |
| október 19. | Sten Suvio                        | olimpiai aranyérmes (1936) finn ökölvívó                       | 076 |                                                                 |
| október 18. | Paulius Galaunė                   | litván művészettörténész                                       | 098 | Archiválva 2011. július 22-i dátummal a Wayback Machine-ben     |
| október 16. | Muzafer Sherif                    | török-amerikai szociálpszichológus                             | 082 |                                                                 |
| október 15. | Julian Alfred Steyermark          | amerikai botanikus                                             | 079 |                                                                 |
| október 14. | René Vietto                       | francia kerékpárversenyző                                      | 074 |                                                                 |
| október 12. | Adélaïde Hautval                  | francia orvos, pszichiáter                                     | 082 |                                                                 |
| október 11. | Bonita Granville                  | amerikai színésznő                                             | 065 |                                                                 |
| október 9.  | Jean Starcky                      | francia régész, a Holt-tengeri tekercsek kutatója              | 079 |                                                                 |
| október 8.  | Ernst Hermann Meyer               | német (NDK) zeneszerző és muzikológus                          | 083 |                                                                 |
| október 7.  | Ștefan Lupașcu (Stéphane Lupasco) | román származású francia filozófus                             | 088 |                                                                 |
| október 6.  | Paul Ledoux                       | belga csillagász                                               | 074 | [ halott link ]                                                 |
| október 2.  | Roman Kenk                        | szlovén zoológus                                               | 089 |                                                                 |
| október 1.  | Pavle Vuisić                      | szerb színész                                                  | 062 |                                                                 |

## Szeptember
| Dátum          | Név                              | Foglalkozás / tisztség                      | Kor | Forrás                                                     |
| -------------- | -------------------------------- | ------------------------------------------- | --- | ---------------------------------------------------------- |
| szeptember 30. | Trường Chinh                     | vietnámi politikus, köztársasági elnök      | 081 |                                                            |
| szeptember 29. | Charles Addams                   | amerikai karikaturista, képregényrajzoló    | 076 |                                                            |
| szeptember 29. | Basilides Zoltán                 | színész                                     | 070 |                                                            |
| szeptember 29. | Nataša Gollová                   | cseh színésznő                              | 076 |                                                            |
| szeptember 28. | Ethel Grandin                    | amerikai színésznő                          | 094 | [ halott link ]                                            |
| szeptember 28. | Joan Maluquer de Motes i Nicolau | spanyol-katalán régész                      | 072 |                                                            |
| szeptember 22. | Maximilien de Furstenberg        | belga bíboros                               | 083 |                                                            |
| szeptember 22. | Eugène Reuchsel                  | francia zongorista, orgonista és zeneszerző | 088 |                                                            |
| szeptember 21. | Henry Koster                     | német-amerikai filmrendező                  | 083 |                                                            |
| szeptember 20. | Roy Kinnear                      | angol színész                               | 054 |                                                            |
| szeptember 19. | Călin Alupi                      | román festő                                 | 082 | Archiválva 2016. július 2-i dátummal a Wayback Machine-ben |
| szeptember 17. | Hilde Güden                      | osztrák operaénekesnő                       | 071 |                                                            |
| szeptember 16. | Richard Paul Lohse               | svájci festő, grafikus                      | 086 |                                                            |
| szeptember 14. | Vargha Kálmán                    | irodalomtörténész, kritikus, bibliográfus   | 063 |                                                            |
| szeptember 12. | Stephen B. Grimes                | Oscar-díjas amerikai látványtervező         | 061 |                                                            |
| szeptember 11. | Roger Hargreaves                 | angol gyermekkönyvíró és illusztrátor       | 053 | [ 7 ]                                                      |
| szeptember 10. | Virginia Satir                   | amerikai pszichiáter                        | 072 |                                                            |
| szeptember 9.  | Stella Grace Maisie Carr         | ausztrál botanikus és ökológus              | 076 |                                                            |
| szeptember 7.  | Youssouf Gueye                   | francia nyelvű mauritániai költő, író       | 065 | [ 8 ]                                                      |
| szeptember 6.  | Axel von Ambesser                | német író, színész, filmrendező             | 078 |                                                            |
| szeptember 1.  | Hugh Hunt                        | amerikai díszlettervező                     | 086 |                                                            |

## Augusztus
| Dátum         | Név                       | Foglalkozás / tisztség                                                           | Kor | Forrás                                                       |
| ------------- | ------------------------- | -------------------------------------------------------------------------------- | --- | ------------------------------------------------------------ |
| augusztus 31. | Leonidas Proaño           | A Riobambai egyházmegye (Ecuador) püspöke, a felszabadítási teológia képviselője | 078 |                                                              |
| augusztus 30. | G. Beke Margit            | író, műfordító                                                                   | 098 |                                                              |
| augusztus 27. | Max Black                 | brit-amerikai analitikus filozófus                                               | 079 |                                                              |
| augusztus 26. | Carlos Paião              | portugál énekes, dalszerző                                                       | 030 | Archiválva 2020. december 3-i dátummal a Wayback Machine-ben |
| augusztus 24. | Leonard Frey              | amerikai színész                                                                 | 049 |                                                              |
| augusztus 24. | Kenneth Leighton          | angol zeneszerző                                                                 | 058 |                                                              |
| augusztus 23. | Hans Lewy                 | német-amerikai matematikus                                                       | 083 |                                                              |
| augusztus 23. | Menotti Del Picchia       | brazil költő, újságíró, festő                                                    | 096 |                                                              |
| augusztus 22. | Frances James             | kanadai operaénekesnő                                                            | 085 |                                                              |
| augusztus 21. | Ray Eames                 | amerikai építész, formatervező, filmrendező                                      | 075 |                                                              |
| augusztus 18. | Frederick Ashton          | angol balett-táncos és koreográfus                                               | 084 | [ 9 ]                                                        |
| augusztus 15. | Hans Heinz Stuckenschmidt | német zenetörténész, zenekritikus                                                | 086 |                                                              |
| augusztus 14. | Hollis Dow Hedberg        | amerikai geológus                                                                | 085 |                                                              |
| augusztus 14. | Enzo Ferrari              | olasz versenyautó-tervező, a Ferrari autógyár alapítója                          | 090 |                                                              |
| augusztus 12. | Jean-Michel Basquiat      | amerikai művész                                                                  | 027 |                                                              |
| augusztus 11. | Pauline Lafont            | francia színésznő                                                                | 025 |                                                              |
| augusztus 10. | Jean Brachet              | belga biokémikus                                                                 | 079 |                                                              |
| augusztus 9.  | Giacinto Scelsi           | olasz költő és zeneszerző                                                        | 083 |                                                              |
| augusztus 9.  | Ramón Valdés              | mexikói színész                                                                  | 064 |                                                              |
| augusztus 8.  | Félix Leclerc             | kanadai francia énekes, zenész, költő, politikai aktivista                       | 074 |                                                              |
| augusztus 8.  | Alan Napier               | angol, később amerikai színész                                                   | 085 |                                                              |
| augusztus 7.  | Wilfred Jackson           | amerikai animátor, filmrendező                                                   | 082 |                                                              |
| augusztus 6.  | Francis Ponge             | francia költő, író                                                               | 089 |                                                              |
| augusztus 5.  | Colin Higgins             | ausztrál–amerikai forgatókönyvíró, színész, rendező, producer                    | 047 |                                                              |
| augusztus 5.  | Ralph Meeker              | amerikai színész                                                                 | 067 |                                                              |
| augusztus 4.  | Glenn Cunningham          | olimpiai ezüstérmes (1936) amerikai középtávfutó                                 | 078 |                                                              |
| augusztus 1.  | John Dearden              | detroiti érsek                                                                   | 080 |                                                              |
| augusztus 1.  | Florence Eldridge         | amerikai színésznő                                                               | 086 |                                                              |
| augusztus 1.  | Louis-Jean Guyot          | francia bíboros, a Toulouse-i főegyházmegye érseke                               | 083 |                                                              |
| augusztus 1.  | Georges Wambst            | olimpiai (1924) aranyérmes francia kerékpáros                                    | 086 |                                                              |

## Július
| Dátum      | Név                  | Foglalkozás / tisztség                                         | Kor | Forrás |
| ---------- | -------------------- | -------------------------------------------------------------- | --- | ------ |
| július 31. | André Navarra        | francia csellista                                              | 076 |        |
| július 27. | Brigitte Horney      | német színésznő                                                | 077 |        |
| július 25. | Douglas Hitcox       | angol filmrendező                                              | 059 |        |
| július 23. | Heinz Pagels         | amerikai fizikus                                               | 049 |        |
| július 22. | Duane Jones          | amerikai színész                                               | 051 |        |
| július 19. | Fridtjof Joensen     | feröeri szobrász                                               | 067 |        |
| július 18. | Birger Kaipiainen    | finn keramikus, formatervező                                   | 073 |        |
| július 18. | Petre Munteanu       | román operaénekes                                              | 071 |        |
| július 18. | Joly Braga Santos    | portugál zeneszerző és karmester                               | 064 |        |
| július 17. | Milton Krasner       | amerikai operatőr                                              | 084 |        |
| július 16. | Herbert L. Anderson  | amerikai atomfizikus                                           | 074 |        |
| július 14. | Vadász Ernő          | bűnöző, az utolsó Magyarországon törvényesen kivégzett személy | 028 |        |
| július 13. | Donászy Magda        | író, költő, műfordító, szerkesztő                              | 077 |        |
| július 12. | Joshua Logan         | amerikai filmrendező                                           | 079 |        |
| július 12. | Enzo Sacchi          | olimpiai- és világbajnok olasz kerékpárversenyző               | 062 |        |
| július 9.  | Alexandru Graur      | zsidó származású román nyelvész                                | 088 |        |
| július 7.  | Paula Mollenhauer    | olimpiai bronzérmes (1936) német diszkoszvető                  | 079 |        |
| július 2.  | Hans Lynge           | grönlandi költő, festő, szobrász                               | 081 |        |
| július 2.  | Allie Vibert Douglas | kanadai csillagász és asztrofizikus                            | 093 |        |
| július 1.  | Hermann Volk         | német bíboros, a Mainzi egyházmegye püspöke                    | 084 |        |

## Június
| Dátum      | Név                          | Foglalkozás / tisztség                 | Kor | Forrás |
| ---------- | ---------------------------- | -------------------------------------- | --- | ------ |
| június 28. | Kormos Márta                 | színésznő, műfordító                   | 072 |        |
| június 27. | Ann Mari Falk                | svéd író, gyermekkönyvíró, műfordító   | 071 |        |
| június 24. | Marta Abba                   | olasz színésznő                        | 087 |        |
| június 24. | Mihai Beniuc                 | román költő, író                       | 080 |        |
| június 24. | Kesjár Csaba                 | autóversenyző                          | 026 |        |
| június 22. | Jesse Ed Davis               | amerikai gitáros                       | 043 |        |
| június 18. | Archie Cochrane              | skót orvos, epidemiológus              | 079 |        |
| június 16. | Vlagyimir Ivanovics Szmirnov | orosz geológus, a MTA tiszteleti tagja | 078 |        |
| június 12. | Marcel Poot                  | flamand zeneszerző                     | 087 |        |
| június 10. | Raquel Forner                | argentin festőnő                       | 086 |        |
| június 10. | Louis L'Amour                | amerikai író                           | 080 |        |
| június 7.  | Vernon Washington            | amerikai színész                       | 060 |        |
| június 2.  | Jesús Fernández Santos       | spanyol író, filmrendező               | 061 |        |
| június 1.  | Herbert Feigl                | osztrák-amerikai pszichológus          | 085 |        |

## Május
| Dátum     | Név                         | Foglalkozás / tisztség                                        | Kor | Forrás                                                      |
| --------- | --------------------------- | ------------------------------------------------------------- | --- | ----------------------------------------------------------- |
| május 30. | Ella Raines                 | amerikai színésznő                                            | 067 |                                                             |
| május 28. | Sy Oliver                   | amerikai dzsesszénekes, -trombitás                            | 077 |                                                             |
| május 27. | Ernst Ruska                 | Nobel-díjas (1986) német fizikus                              | 081 |                                                             |
| május 26. | José Muñoz Molleda          | spanyol zeneszerző                                            | 083 |                                                             |
| május 26. | Nicolò Vittori              | olimpiai bajnok (1928) olasz evezős                           | 079 |                                                             |
| május 24. | Ernest Labrousse            | francia történész                                             | 093 |                                                             |
| május 22. | Heinrich Zillich            | erdélyi szász származású német író                            | 089 |                                                             |
| május 19. | Barbara Laage               | francia színésznő                                             | 067 |                                                             |
| május 15. | Greta Nissen                | norvég-amerikai színésznő                                     | 082 |                                                             |
| május 15. | Georges Posener             | francia egyiptológus                                          | 081 |                                                             |
| május 13. | Irene Manton                | angol botanikus                                               | 084 |                                                             |
| május 10. | José Guardiola              | spanyol színész                                               | 066 |                                                             |
| május 8.  | Domingo Ortega              | spanyol torreádor                                             | 082 |                                                             |
| május 7.  | Alberto de Zavalía          | argentin filmrendező és -producer                             | 077 |                                                             |
| május 6.  | Gejza Dusík                 | szlovák zeneszerző                                            | 081 | Archiválva 2022. június 29-i dátummal a Wayback Machine-ben |
| május 4.  | Stanley William Hayter      | brit festő és grafikus                                        | 086 |                                                             |
| május 3.  | Lev Szemjonovics Pontrjagin | szovjet-orosz matematikus, topológus, az MTA tiszteleti tagja | 079 |                                                             |
| május 1.  | Paolo Stoppa                | olasz színész                                                 | 081 |                                                             |

## Április
| Dátum       | Név                        | Foglalkozás / tisztség                    | Kor | Forrás |
| ----------- | -------------------------- | ----------------------------------------- | --- | ------ |
| április 29. | Jan Kapr                   | cseh zeneszerző                           | 074 |        |
| április 29. | Leman Cevat Tomsu          | török építészmérnök                       | 074 |        |
| április 29. | James McCracken            | amerikai operaénekes                      | 061 |        |
| április 22. | Irene Rich                 | amerikai színésznő (A bajnok)             | 096 |        |
| április 21. | I. A. L. Diamond           | román származású amerikai forgatókönyvíró | 067 |        |
| április 19. | Jonasz Kofta               | lengyel költő, szatirikus, énekes         | 045 |        |
| április 19. | Rafael Calvo Serer         | spanyol író, történész, filozófus         | 071 |        |
| április 18. | Oktay Rıfat                | török költő, regény- és drámaíró          | 073 |        |
| április 17. | Toni Frissell              | amerikai fotográfus                       | 081 |        |
| április 17. | Iszaak Mojszejevics Jaglom | orosz matematikus                         | 067 |        |
| április 17. | Louise Nevelson            | ukrán származású amerikai szobrász        | 088 |        |
| április 12. | Colette Deréal             | francia színésznő és énekesnő             | 060 |        |
| április 10. | Szugiura Sigeo             | olimpiai bajnok (1936) japán úszó         | 070 |        |
| április 9.  | Brook Benton               | amerikai bluesénekes, dalszerző           | 056 |        |
| április 6.  | Émile Roumer               | haiti-i költő, esszéíró, tanító           | 085 |        |
| április 4.  | Eric Alfred Havelock       | angol nyelvész, filológus                 | 084 |        |
| április 3.  | Milton Caniff              | amerikai képregényrajzoló                 | 081 |        |
| április 2.  | Euros Bowen                | walesi költő                              | 083 | [ 12 ] |

## Március
| Dátum       | Név                        | Foglalkozás / tisztség                                          | Kor | Forrás |
| ----------- | -------------------------- | --------------------------------------------------------------- | --- | ------ |
| március 31. | William McMahon            | ausztrál politikus, miniszterelnök (1971–1972)                  | 080 |        |
| március 30. | John Clellon Holmes        | amerikai regényíró                                              | 062 |        |
| március 27. | Renato Salvatori           | olasz színész                                                   | 055 |        |
| március 25. | Apel·les Fenosa i Florensa | katalán szobrász                                                | 088 |        |
| március 25. | Robert Joffrey             | afgán és olasz származású amerikai balett-táncos és koreográfus | 057 |        |
| március 19. | Máirtín Ó Direáin          | ír költő                                                        | 077 |        |
| március 18. | Gerald Abraham             | angol muzikológus                                               | 084 |        |
| március 16. | Dorothy Adams              | amerikai színésznő                                              | 088 |        |
| március 13. | John Holmes                | amerikai pornószínész                                           | 043 |        |
| március 10. | Andy Gibb                  | angol énekes                                                    | 030 |        |
| március 8.  | Gordon Carpenter           | amerikai kosárlabdázó                                           | 068 |        |
| március 8.  | Robert Garrels             | amerikai geokémikus                                             | 071 |        |
| március 8.  | Henryk Szeryng             | lengyel hegedűművész és zeneszerző                              | 069 |        |
| március 7.  | Guido Celano               | olasz színész                                                   | 083 |        |
| március 7.  | Robert Livingston          | amerikai színész                                                | 083 |        |
| március 4.  | Beatriz Guido              | argentín író, forgatókönyvíró                                   | 063 |        |
| március 3.  | Lois Wilson                | amerikai színésznő                                              | 093 |        |
| március 1.  | Joe Besser                 | amerikai színész, humorista                                     | 080 |        |
| március 1.  | Carlos Velo                | spanyolországi születésű mexikói filmrendező                    | 078 |        |

## Február
| Dátum          | Név                     | Foglalkozás / tisztség                                                     | Kor | Forrás                                                         |
| -------------- | ----------------------- | -------------------------------------------------------------------------- | --- | -------------------------------------------------------------- |
| Ismeretlen nap | Cyril V. Jackson        | dél-afrikai csillagász                                                     | 084 |                                                                |
| február 29.    | Kåre Walberg            | olimpiai bronzérmes (1932) norvég síugró                                   | 075 |                                                                |
| február 25.    | Kurt Mahler             | német matematikus                                                          | 084 |                                                                |
| február 22.    | Solomon Cutner          | angol zongoraművész                                                        | 065 |                                                                |
| február 19.    | René Char               | francia költő                                                              | 080 |                                                                |
| február 17.    | John M. Allegro         | angol archeológus, a Holt-tengeri tekercsek kutatója                       | 065 |                                                                |
| február 14.    | Nora Astorga            | nicaraguai politikus, forradalmár                                          | 039 |                                                                |
| február 13.    | Radamés Gnattali        | brazil zenész, zeneszerző, karmester                                       | 082 | Archiválva 2020. augusztus 14-i dátummal a Wayback Machine-ben |
| február 9.     | Kurt Herbert Adler      | osztrák-amerikai karmester                                                 | 082 |                                                                |
| február 9.     | Israel Nathan Herstein  | lengyel-zsidó származású amerikai matematikus                              | 064 |                                                                |
| február 7.     | Lin Carter              | amerikai sci-fi- és fantasyíró, kiadó, kritikus                            | 057 |                                                                |
| február 5.     | Dorothy Lewis Bernstein | amerikai matematikus                                                       | 073 |                                                                |
| február 5.     | Pressburger Imre        | magyar származású Oscar-díjas angol forgatókönyvíró, filmrendező, producer | 085 |                                                                |
| február 2.     | Marcel Bozzuffi         | francia színész                                                            | 059 | [ 16 ]                                                         |

## Január
| Dátum      | Név                                   | Foglalkozás / tisztség               | Kor | Forrás |
| ---------- | ------------------------------------- | ------------------------------------ | --- | ------ |
| január 29. | Seth Neddermeyer                      | amerikai atomfizikus                 | 080 |        |
| január 28. | Frederick Sumner Brackett             | amerikai fizikus                     | 091 |        |
| január 25. | Jurgis Baltrušaitis                   | litván művészettörténész             | 084 |        |
| január 25. | Colleen Moore                         | amerikai színésznő                   | 088 |        |
| január 24. | Werner Fenchel                        | német-dán matematikus                | 082 |        |
| január 24. | Trygve Nagell                         | norvég matematikus                   | 092 |        |
| január 21. | E. B. Ford                            | angol genetikus, ökológus            | 086 |        |
| január 19. | Jevgenyij Alekszandrovics Mravinszkij | szovjet-orosz karmester              | 084 |        |
| január 18. | Jean Mitry                            | francia filmkritikus                 | 083 |        |
| január 17. | Alfredo Zitarrosa                     | uruguayi énekes, dalszerző, újságíró | 052 |        |
| január 16. | Ballard Berkeley                      | angol színész                        | 083 |        |
| január 14. | Georgij Malenkov                      | szovjet politikus, az SZKP vezetője  | 086 |        |
| január 12. | Joe Albany                            | amerikai dzsesszzongorista           | 063 |        |
| január 9.  | George Leo Watson                     | brit matematikus                     | 078 |        |
| január 7.  | Trevor Howard                         | angol színházi- és filmszínész       | 074 |        |
| január 5.  | Pete Maravich                         | amerikai kosárlabdázó                | 040 |        |
| január 4.  | Carl Shipp Marvel                     | amerikai kémikus                     | 093 |        |
| január 2.  | Fritz Heider                          | osztrák-amerikai pszichológus        | 091 | [ 17 ] |